# Marstal Søfartsmuseum

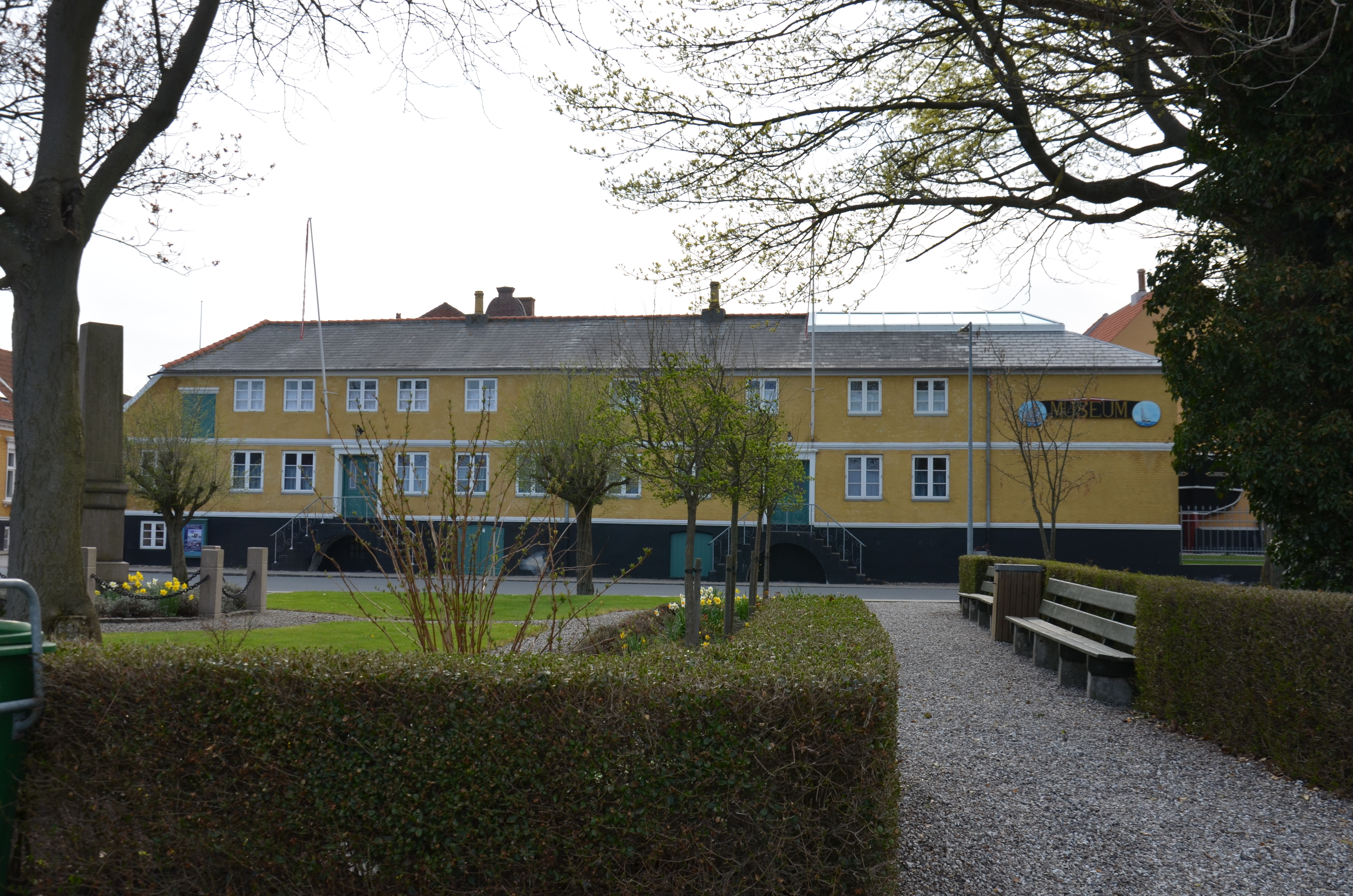
Marstal Søfartsmuseum.

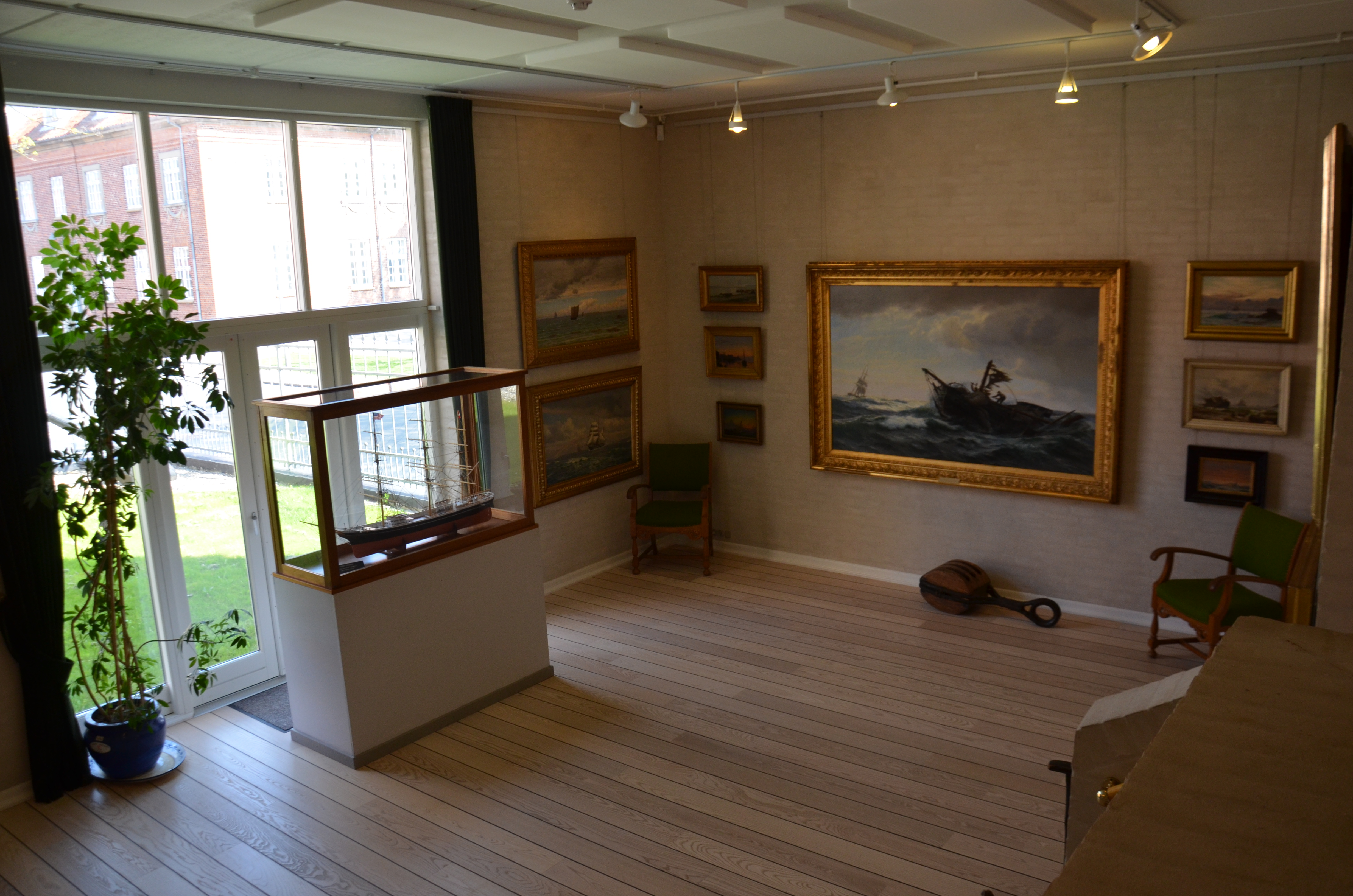
Marstal Søfartsmuseum Carl Rasmussen-rummet.

Marstal Søfartsmuseum är ett privat danskt sjöfartsmuseum i Marstal på Ærø. 
Museet öppnades 1929 och har efter hand vuxit till fyra utställningsbyggnader i ett kvarter vid Havnegade i Marstals hamn. Museet har bland annat ett stort antal flaskskepp och andra skeppsmodeller samt ett kuriosakabinett med objekt som hämtats hem av sjömän från det stora antal segelfartyg som under 1800-talet hade Marstal som hemmahamn.   
Förutom utställningar med maritima motiv finns också utställningar med lokalhistoriska motiv samt en omfattande samling av marin- och grönlandsmålaren Carl Rasmussen. 
Museet hade under 2010-talet ansvar för ett projekt att restaurera den gamla marstalskonaren Bonavista.

## Bildgalleri

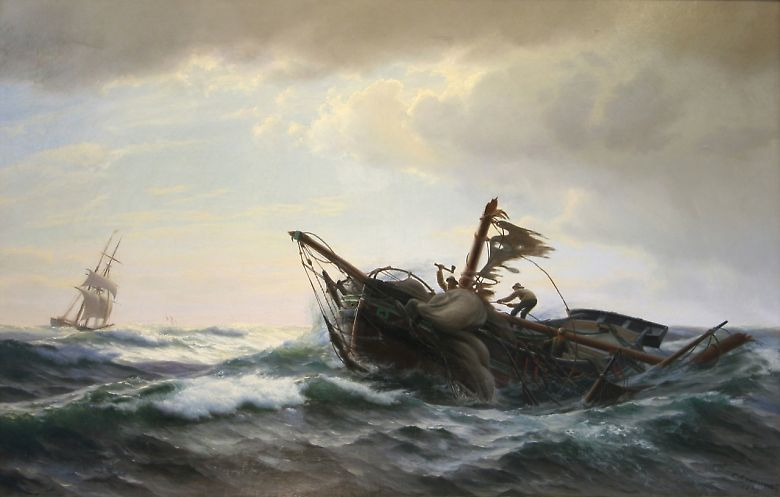
"Jagthavari" av Carl Rasmussen.
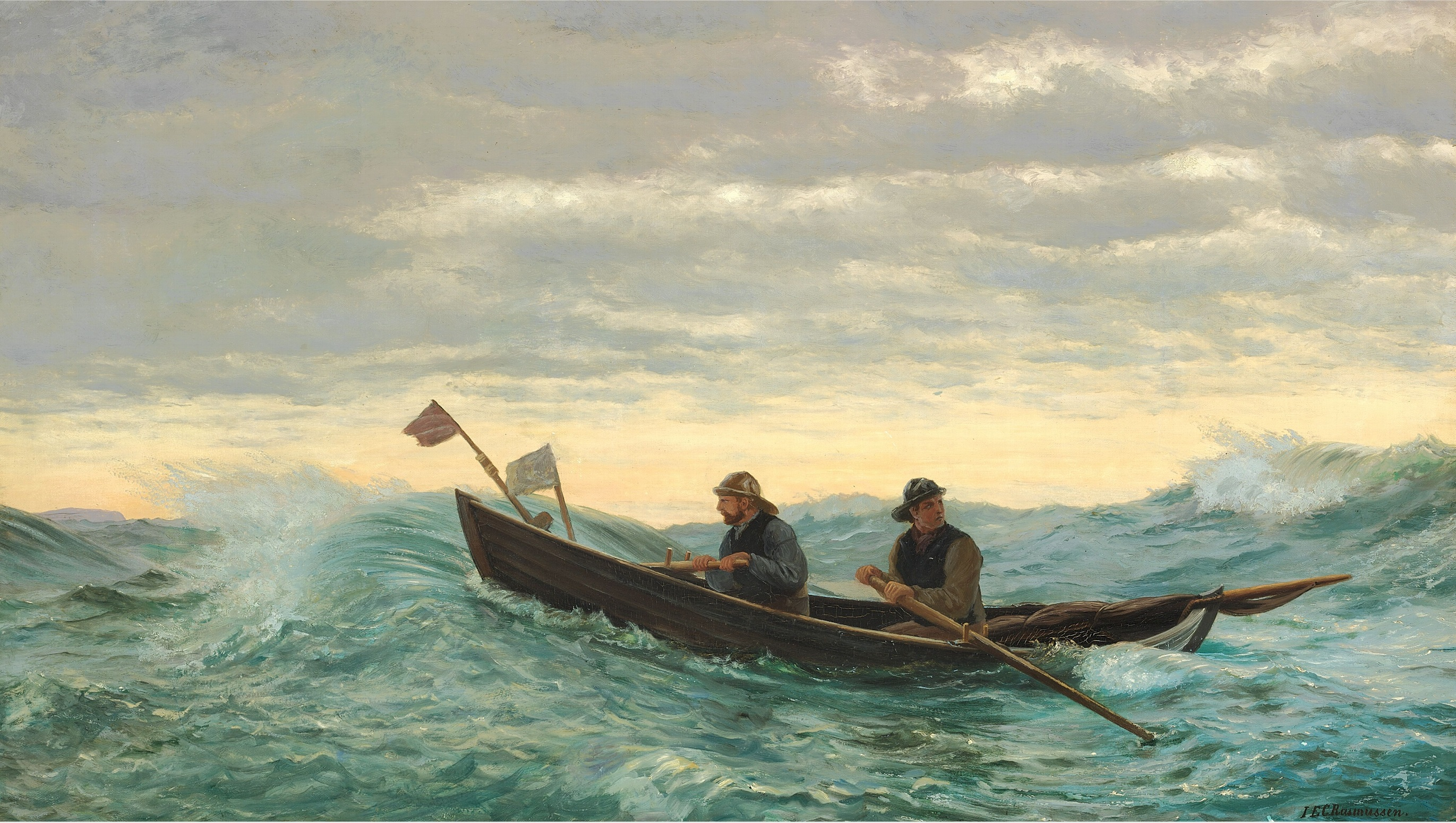
"Far og Søn røgter Garn" av Carl Rasmussen.
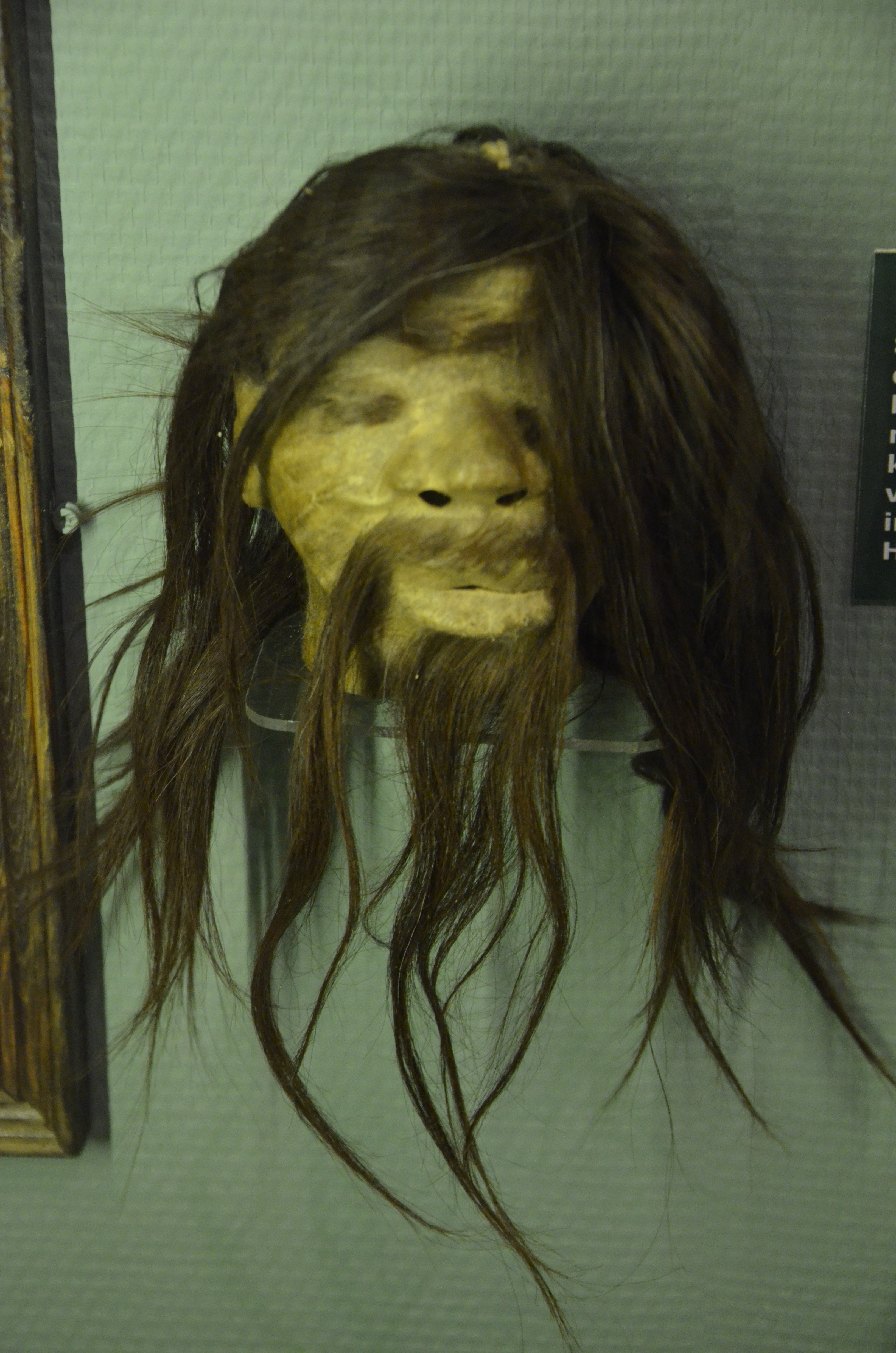
Tsantsa från Ecuador.